# Mistrovství světa v atletice 2015 – Muži desetiboj
Desetiboj na MS v atletice 2015 v Pekingu (28. - 29. srpna 2015) se odehrál ve znamení úspěšné snahy amerického vícebojaře Ashtona Eatona o obhajobu titulu z MS 2013 v Moskvě a zejména pak o vytvoření nového světového rekordu. To se Eatonovi podařilo a výkonem 9045 bodů překonal vlastní rekordní zápis 9039 bodů z roku 2012. Vymazal také rekord šampionátu Tomáše Dvořáka 8902 bodů z Edmontonu 2001. Na druhém místě skončil Kanaďan Damian Warner výkonem 8695 bodů, bronz bral Němec Rico Freimuth v dalším osobním rekordu 8561 bodů. Z 29 desetibojařů závod dokončilo 22. Vzdal například i Američan Trey Hardee nebo Holanďan Eelco Sintnicolaas. Jediný Čech v soutěži, Adam Sebastian Helcelet, skončil v nejlepším výkonu sezóny 8234 bodů celkově 11.

## Průběh rekordního desetiboje
Eaton začal dle očekávání nejrychleji (10,23 s.), a to dokonce v mírném protivětru (tento výkon se mimochodem rovná českému národnímu rekordu Jana Veleby). Druhý byl další "rychlík", Kanaďan Warner za 10,31 s. Třetí byl rovněž budoucí bronzový medailista Freimuth za 10,51 s. V dálce kraloval Eaton, i když 788 cm neodpovídá jeho možnostem. Dobře si vedl i Warner (765 cm) a Freimuth (751 cm). V kouli zvítězil Freimuth s 15,50 m., Eatonovi muselo stačit 14,52 metru a Warnerovi ještě o 8 cm méně. Ve výšce Eaton ztrácel na SR i soupeře (201 cm), Warner si vedl o trochu lépe s 204 cm, zatímco Freimuth zvládl jen 195 cm. Běh na 400 metrů byla Eatonova "One-man show" v drtivém desetibojařském rekordu 45,00 sekundy. Warner (47,30 s.) i Freimuth (47,82 s.) byli i se svými relativně rychlými časy daleko vzadu. Na 110 m. překážek dokázal Eatona (13,69 s.) porazit pouze držitel desetibojařského SR v této disciplíně Warner (13,63 s.), Freimuth doběhl v dobrém čase 13,91 s. třetí. V disku naopak vládl Němec, který jako jediný přehodil padesátimetrovou hranici (o 17 cm). Warner zvládl 44,99 metru a Eaton stále v kontaktu se SR 43,34 metru. V tyči si z medailistů vedl zdaleka nejlépe Eaton s 520 cm, Warner i Freimuth zvládli 480 cm. V oštěpu byl rovněž nejlepší Eaton s 63,63 metru, Warner zaostal o 13 cm a Freimuth přehodil o 61 cm šedesátimetrovou hranici. V závěrečné patnáctistovce Eaton zabral a časem 4:17,52 minuty nasbíral celkově o šest bodů více, než kolik zvládl při SR v roce 2012. Warner v čase 4:31,51 minuty doběhl do cíle pro národní i osobní rekord a Freimuth v čase 4:37,05 minuty alespoň pro osobní rekord. Ten si na celkové čtvrté pozici vytvořil také Rus Ilja Škurenjov (8538 bodů) a na pátém místě Alžířan Larbi Bourrada (8461 bodů je dokonce africký kontinentální rekord). Přes hranici 8000 bodů se dostalo 15 závodníků.